# Schirmenitz
Schirmenitz ist ein Ortsteil der Gemeinde Cavertitz im Landkreis Nordsachsen in Sachsen.

## Geografie und Verkehrsanbindung
Der Ort liegt östlich des Kernortes Cavertitz an der B 182. Durch den Ort fließt die Tauschke, ein Zufluss der Dahle, die am östlichen und südlichen Ortsrand fließt. Östlich des Ortes verläuft die Landesgrenze zu Brandenburg und fließt die Elbe.

## Geschichte
Am 20. Juli 1950 wurde die Gemeinde Außig aus dem Landkreis Torgau in die Gemeinde Schirmenitz eingemeindet.

## Kulturdenkmale
In der Liste der Kulturdenkmale in Cavertitz sind für Schirmenitz vier Kulturdenkmale aufgeführt.